# Пенсакола (Оклахома)
Пенсакола (англ. Pensacola) — місто (англ. town) в США, в окрузі Мейз штату Оклахома. Населення — 101 особа (2020).

## Географія
Пенсакола розташована за координатами 36°27′20″ пн. ш. 95°7′45″ зх. д. / 36.45556° пн. ш. 95.12917° зх. д. (36.455558, -95.129234).  
За даними Бюро перепису населення США у 2010 році місто мало площу 0,38 км², уся площа — суходіл.

## Історія
Історія Пенсаколи почалася приблизно в 1840 році зі створення проміжної станції на старій Техаській дорозі на перетині Кабін-Крік через річку Гранд. Тут Джозеф Лінч Мартін (він же «Грінбрайер Джо») заснував торговий пост під назвою Пенсакола.
Армія Союзу захопила Пенсаколу як станцію постачання між Форт-Скотт, штат Канзас, і Форт-Гібсон, Індіанська територія. під час громадянської війни. Тут відбулися дві битви між силами Союзу та Конфедерації, що призвело до знищення Пенсаколи.
Син Грінбраєра Джо, Річард Мартін, відновив Пенсаколу в 1896 році з невеликим магазином і поштою в його будинку, в 3 милях (4,8 км) на південь від початкового місця.
У 1909 році Джеймс Сімс Вілсон, поселенець із Кентуккі, заснував ранчо на північ від Пенсаколи та на схід від Гранд-Рівер. Міссурі, Оклахома та залізниця Перської затоки пройшли в цю територію в 1912 році. Її смуга проходила через ранчо Вілсона, і Вілсон почав планувати місто, яке буде обслуговуватися поштою Пенсаколи. 2 квітня 1912 року він подав заяву про місто Пенсакола в офіс клерка округу. Попри банкротство міського банку в 1921 році та початок Великої депресії, оголошення про будівництво нової греблі в п’яти милях на схід, була надія на зростання повернутися. У 1938 році було створено торгову палату, а місто зареєстровано.
Пенсакола ніколи не ставала чимось більшим, ніж маленьким сільським містечком, який підтримувався фермерством і скотарством. З трьох сторін його оточувало ранчо Вілсон. Крім того, поки в 1943 році не було завершено будівництво дамби Пенсаколи та хороших доріг, торгівля була обмежена. Населення скоротилося зі 109 у 1940 році до 48 у 1950 році.

## Демографія
Згідно з переписом 2010 року, у місті мешкало 125 осіб у 39 домогосподарствах у складі 33 родин. Густота населення становила 326 осіб/км².  Було 47 помешкань (123/км²).
Расовий склад населення:
| - 78,4 % — білих - 15,2 % — корінних американців |

До двох чи більше рас належало 5,6 %. Частка іспаномовних становила 1,6 % від усіх жителів.
За віковим діапазоном населення розподілялося таким чином: 29,6 % — особи молодші 18 років, 62,4 % — особи у віці 18—64 років, 8,0 % — особи у віці 65 років та старші. Медіана віку мешканця становила 30,5 року. На 100 осіб жіночої статі у місті припадало 115,5 чоловіків;  на 100 жінок у віці від 18 років та старших — 109,5 чоловіків також старших 18 років.
Середній дохід на одне домашнє господарство  становив 57 045 доларів США (медіана — 61 250), а середній дохід на одну сім'ю — 63 268 доларів (медіана — 64 375). За межею бідності перебувало 18,7 % осіб, у тому числі 22,6 % дітей у віці до 18 років та 33,3 % осіб у віці 65 років та старших.
Цивільне працевлаштоване населення становило 55 осіб. Основні галузі зайнятості: роздрібна торгівля — 20,0 %, освіта, охорона здоров'я та соціальна допомога — 20,0 %, виробництво — 14,5 %, публічна адміністрація — 12,7 %.